# Джміль золотисто-підперезаний
Джміль золотисто-підперезаний (Bombus balteatus) — вид комах ряду перетинчастокрилих.

## Поширення
Джміль золотисто-підперезаний поширений у північній Скандинавії і в західній частині Північної Америки від Аляски, по всій Канаді та в горах і гірських хребтах в США (Сьєрра-Невада, Білі Гори) Каліфорнії і Нью-Мексико на півдні. Він також був знайдений у Сибіру (Іркутськ і Магаданська область) . У Швеції поширений у гірських і в прилеглих до них районах.

## Опис
Це великий джміль. Волоски на грудях утворюють чорну перев'язь, яка розділяє передню та задню частину грудей, що вкриті жовтими, або помаранчевими волосками. Забарвлення черевця коливається від жовтого до оранжево-червоного кольору, за винятком чорної смужки, ближче до заднього кінця черевця. Забарвлення вершини черевця різноманітне (від білого до червонувато-коричневого кольору). Трапляються меланісти.

## Екологія
Золотисто-підперезані джмелі поширені, в основному, в гірських районах, особливо в Північній Америці. Літ матки з червня до середини серпня, робочих особин і самців — з липня по вересень. Ці джмелі є запилювачами бартсії альпійської, астрагалу альпійського, кульбаби, лучної конюшини, мишачого горошку, герані лісової, золотарника звичайного, смілки дводомної, аконіту Бессера і, в Північній Америці, іван-чаю, мертензії, айстри, кастиллеї.